# Akuma (groupe)
Pour les articles homonymes, voir Akuma.
Akuma est un groupe de  métal canadien, originaire du Québec. Le groupe ne donne plus signe d'activité depuis 2008.

## Biographie
Le groupe est formé en décembre 1998 sur les cendres du groupe Banlieue Rouge. Akuma veut dire « démon », ou « mauvais esprit » en japonais. À ses débuts le groupe se compose Safwan (guitare, voix et membre fondateur), Simon (basse, chœurs), Sylva (batterie), Mark (guitare, chœurs). C'est cette formation qui participe à l'enregistrement du premier album du groupe, 100 Démons, sorti en mars 2001 chez Yakuza Productions. Musicalement, le groupe évolue entre punk, street punk[Information douteuse], punk hardcore et métal. Comme tout groupe de punk, c'est sur scène qu'Akuma délivre le mieux son message[réf. nécessaire]. Pour se faire entendre, le groupe enchaine les dates, des petites salles aux plus grands événements nord-américains comme le Vans Warped Tour en 2001 ou le festival d'été de Québec.
Après leur premier album, qui est distribué par le circuit de distribution classique, le groupe décide de distribuer un deuxième album, Subversion, en 2004, en auto-produit chez Pavillon Noir, directement à son public par le biais de son site web et aussi lors des concerts, dans le but de ne pas enrichir les intermédiaires. Pour leur deuxième album, la composition du groupe est modifiée : Safwan et Sylva sont rejoints par Yannick (guitare) et Martin (basse) en lieu et place de Simon et Mark. 
Subversion se veut la suite logique de 100 démons. Pour le journal québécois Le Soleil, « Akuma tourne le dos à l'industrie du disque : pas d'étiquette, pas de distributeur, pas de place chez les disquaires. L'album n'est disponible que dans Internet et dans les concerts. » Akuma partage ainsi la scène avec des groupes qui font partie de la légende du punk hardcore comme Madball ou du punk tels Rancid, Pennywise ou encore Bérurier Noir. Ils joueront notamment à L'Arlequin.
En novembre 2006, Akuma revient avec un nouvel album, Des cendres et du désespoir. Le groupe poursuit sa route et ses combats, et décide une nouvelle fois de se passer du système de distribution classique, toujours dans le but de dénoncer l'attitude des maisons de disques. Ainsi, comme lors de la sortie de Subversion, Des cendres et du désespoir n'est disponible que sur leur site internet et dans les concerts. En juillet 2007, le groupe est nommé par le Gala alternatif de la musique indépendante du Québec (GAPMIQ) dans la catégorie de meilleur album punk pour Des cendres et du désespoir. Le groupe ne donne plus signe d'activité depuis 2008.

## Discographie
- 2001 : 100 Démons
- 2004 : Subversion
- 2006 : Des cendres et du désespoir